# Josef Bohumil Souček
Josef Bohumil Souček (Praga, 12 maggio 1902 – Praga, 9 settembre 1972) è stato un teologo, biblista, professore universitario e pastore ceco della Chiesa evangelica dei fratelli cechi.
Fu professore alla Facoltà teologica evangelica hussita cecoslovacca di Praga (HČEFB). Dal 1950 fu professore e decano della Facoltà teologica evangelica "Comenius" (KBEF) di Praga, nonché iniziatore della traduzione interconfessionale cristiana della Bibbia in lingua ceca (Český ekumenický překlad).

## Biografia
Dopo essersi diplomato al ginnasio accademico di Praga nel 1921, studiò teologia e storia all'Università Carolina di tale città e, dal 1923 al 1925, anche a Basilea, Parigi e Aberdeen. Fu poi vicario a Hořice (1926-1927), poi vicario e pastore a Krabčice (dal 1928 al 1930) e, dal 1930 al 1945, fu segretario del Consiglio sinodale della Chiesa evangelica dei fratelli cechi (CCE).
Il 22 ottobre 1930 conseguì il dottorato in teologia con la dissertazione Theologické výklady Kralické šestidílky ("Interpretazioni teologiche della teologia reale in sei parti") e nel 1933 completò l'abilitazione all'insegnamento universitario presso la HČEFB nel campo delle scienze del Nuovo Testamento. Nominato professore nel 1945, ricoprì per tre mandati (dal 1960 al 1966) la carica di prodecano della KEBF e poi di decano, dal 1966 al 1970. Nel 1961 iniziò a lavorare alla Traduzione ecumenica della Bibbia ceca (CET) e diresse il gruppo del Nuovo Testamento fino alla sua morte.
Tra i suoi allievi si ricordano M. Balabán, L. Hejdánek, J. Heller, Petr Pokorný, M. Prudký, Jan Šimsa e altri. Nel 1960 Souček ricevette un dottorato onorario dall'Università di Aberdeen, nel 1969 dall'Università di Basilea e nel 2000 gli fu conferita la Medaglia al merito di 1° grado in memoriam.

## Attività
Souček fu influenzato in gioventù dal teologo svizzero Karl Barth, Rudolf Bultmann, il suo collega più anziano J. L. Hromádka e l'amicizia di una vita con J. Patočka. La sua vastissima opera (oltre 30 libri e opuscoli, più di 300 articoli) testimonia la sua coscienza scientifica e la sua originalità, nonché la sua preoccupazione e la sua cura per la vita della sua Chiesa. Da qui il suo vivo interesse per l'ecumenismo e la cooperazione delle Chiese cristiane. Soucek seguì con attenzione lo sviluppo del pensiero teologico, soprattutto in area tedesca e inglese, ma nelle discussioni e nelle controversie internazionali si fece rispettare per la sua sobrietà. Seguì anche gli affari pubblici e vi partecipò prima della guerra; a differenza del suo amico e collega J. L. Hromáček, non si impegnò mai in politica. Era un uomo estremamente istruito, ma modesto e gentile.
Gran parte della sua opera è dedicata alla vita pratica dei credenti e della Chiesa. Pubblicò numerosi commenti al Nuovo Testamento, un eccellente dizionario greco-ceco, contribuì alle concordanze, al Dizionario biblico espositivo e diede il maggior contributo alla Nuova traduzione della Bibbia. Anche le sue pubblicazioni scientifiche sono scritte pensando al lettore colto e laico, pur restando semplici e di facile comprensione.

## Principali pubblicazioni
- Theologie výkladů kralické šestidílky. 1933. versione online
- Bláznovství kříže. Praha 1932 a Heršpice 1996
- Epištola Pavlova Filipským. Praha 1937
- První epištola Pavlova Korintským. Praha 1940
- Epištola Pavlova Kolosenským. Praha 1947
- Spravedlnost Boží. Výklad epištoly k Římanům. Praha 1948 a 1997
- Víra a svět. Lidské vztahy ve světle evangelia. Praha 1948
- Utrpení Páně podle evangelií. Praha 1951 a 1983
- Biblická konkordance I./II. (spolu s M. Bičem). Praha 1954 a 1963
- Řecko-český slovník k Novému zákonu. Praha 1961, 1973 a 1987
- Dělná víra a živá naděje. Výklad ep. Jakubovy a 1. Petrovy. Praha 1968
- Teologie apoštola Pavla. [s.l.]: Kalich, 1982.
- Teologické a exegetické studie. Dodatek: Bibliografie prací J. B. Součka. Praha 2002